# 236170 Cholnoky
236170 Cholnoky è un asteroide della fascia principale. Scoperto nel 2005, presenta un'orbita caratterizzata da un semiasse maggiore pari a 2,2675182 UA e da un'eccentricità di 0,1307425, inclinata di 4,75231° rispetto all'eclittica.